# Matimira
Matimira (auch Matimila) ist ein Verwaltungsbezirk (Ward) des Distrikts Songea in der tansanischen Region Ruvuma.

## Geografie
Matimira liegt im Südwesten von Tansania etwa 20 Kilometer Luftlinie südöstlich der Regionshauptstadt Songea. Der Bezirk grenzt im Norden an Tanga, Msindo und Namabengo, im Nordosten an Litola, im Osten an Mkongo und Limamu, im Süden an Ndongosi und im Westen an Mpitimbi, Ndilimalitembo, Matogoro und Mletele. Bei der Volkszählung 2022 lebten 12.704 Menschen in 3106 Haushalten auf einer Fläche von 687 Quadratkilometern.

## Gliederung
Der Bezirk besteht aus sechs Gemeinden (Mtaa) mit 38 Orten (Kitongoji):
| Mpangula - Mpangula - Masangali - Muungano | Matimila A - Msabata - Katete - Mkwera A - Mkwera B - Pacha Mbili | Matimila B - Nanyimbo A - Nanyimbo B - Pacha Tatu - Msisima - Gulioni | Liula - Londo - Likenangena - Liula A - Liula B - Kituro - Magazini - Madaba A - Madaba B - Lidimbi - Mkondasi - Madizini | Kikunja - Lizaboni - Muungano - Masimango - Mikumi - Motomoto | Mpingi - Mpingi A - Mpingi B - Mpingi C - Namahimba - Mwili - Njombe - Gumbi - Magunga - Changalawe |

## Wirtschaft und Infrastruktur
- Bildung: Die Matimira Secondary School ist eine staatliche weiterführende Schule, die Mädchen und Burschen bis zur 4. Stufe ausbildet.[8]
- Gesundheit: In Matimira befindet sich ein staatliches Gesundheitszentrum.[9] Außerdem befinden sich Apotheken in den Gemeinden Matimira,[10] Mpangula,[11] Liula,[12] Kikunja[13] und Mpingi.[14]